# Жюль де Сверт
Жюль де Сверт (нід. Pierre-Julien (Jules) De Swert) або Жюль Десверт (нід. Jules Deswert; 16 серпня 1843, Левен — 24 лютого 1891, Остенде) — бельгійський віолончеліст, композитор і музичний педагог.

## Біографія
Закінчив з відзнакою Брюссельську консерваторію (1858) у Адрієна Франсуа Серве. Концертував по Європі, у 1865 році вступив концертмейстером в оркестр Дюссельдорфа, в 1868 році був солістом Придворної капели в Веймарі, в 1869–1872 роках викладав в Берлінській Вищій школі музики.
У 1874 році на запрошення Ріхарда Вагнера працював концертмейстером в Байройті. Потім працював в Вісбадені і Лейпцигу.
У 1888 році очолив Музичну академію в Остенде і місцевий оркестр, за сумісництвом викладаючи віолончель в консерваторіях Гента та Брюгге.
Композиторська спадщина Де Сверт включає оперу «Альбігойці» (нім. Die Albigenser; 1878), симфонію, три віолончельних концерти та пісні.